# Saint-Martin-de-Londres
Saint-Martin-de-Londres település Franciaországban, Hérault megyében. Lakosainak száma 2728 fő (2022. január 1.). Saint-Martin-de-Londres Argelliers, Brissac, Causse-de-la-Selle, Mas-de-Londres, Notre-Dame-de-Londres, Viols-en-Laval és Viols-le-Fort községekkel határos.

## Népesség
A település népessége az elmúlt években az alábbi módon változott:
| Lakosok száma | 710  | 1065 | 1623 | 2126 | 2651 | 2685 | 2755 | 2766 | 2791 | 2728 |
|               | 1968 | 1982 | 1990 | 2006 | 2013 | 2015 | 2017 | 2019 | 2020 | 2022 |